# Humes-Jorquenay
Humes-Jorquenay is een gemeente in het Franse departement Haute-Marne (regio Grand Est) en telt 590 inwoners (2005). De plaats maakt deel uit van het arrondissement Langres. Humes-Jorquenay telde op 1 januari 2022 592 inwoners.

## Geografie
De oppervlakte van Humes-Jorquenay bedroeg op 1 januari 2022 15,64 vierkante kilometer; de bevolkingsdichtheid was toen 37,9 inwoners per km².

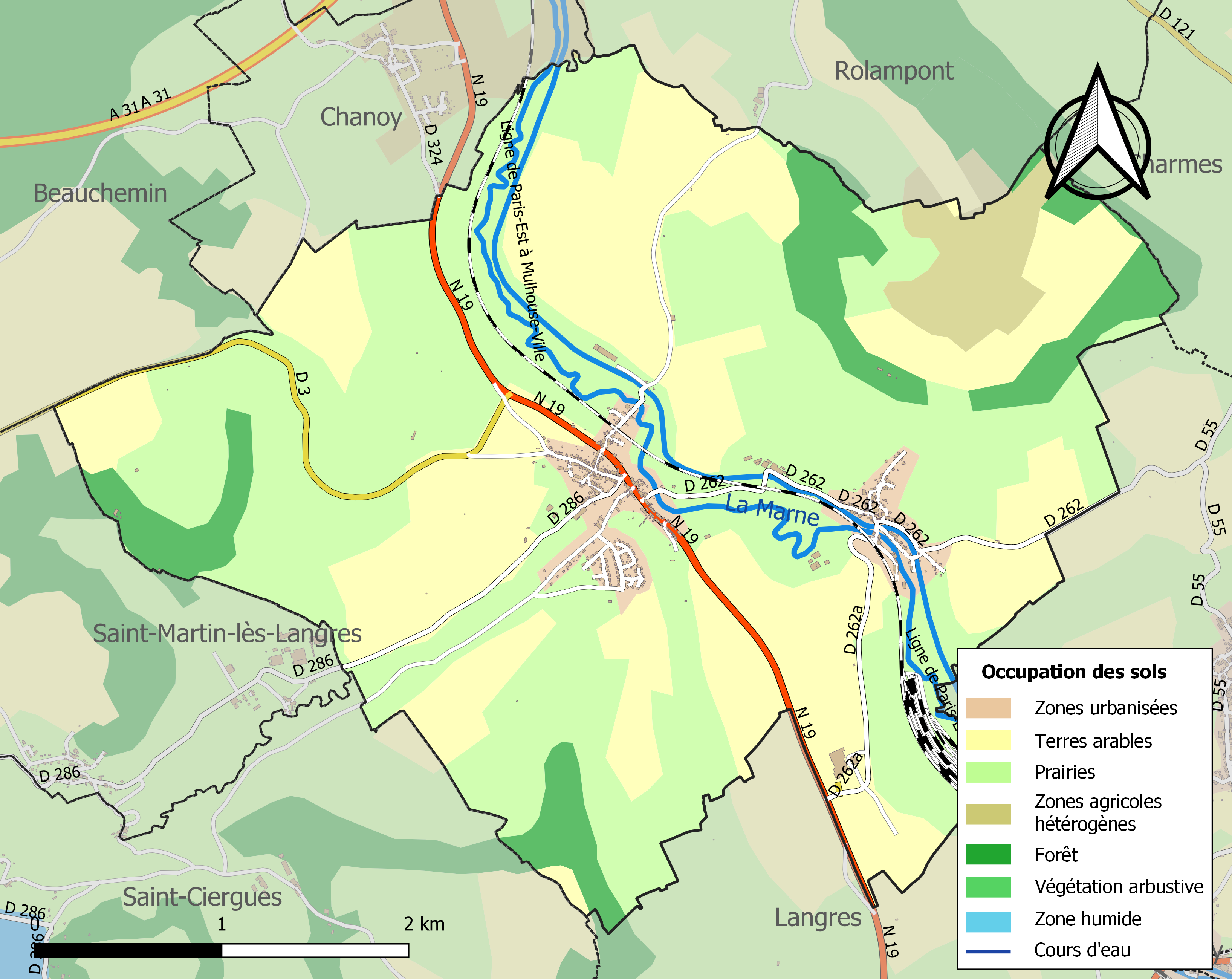
Kaart van de gemeente met belangrijkste infrastructuur, bodemgebruik en omliggende gemeenten

## Demografie
Onderstaande figuur toont het verloop van het inwonertal (bron: INSEE-tellingen).